# Zakharoff Ridge
Zakharoff Ridge är en ås i Antarktis. Den ligger i Östantarktis. Australien gör anspråk på området.